# Leon Mały

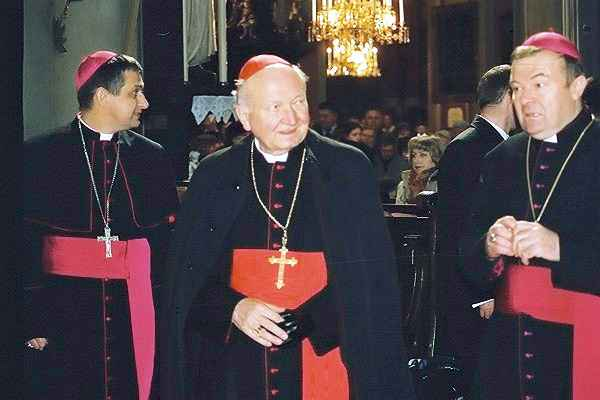
Kardinal Jaworski (Mitte) mit den Bischöfen Leon Mały (Rechts) und Marian Buczek (Links)

Leon Mały (* 17. August 1958 in Bar) ist Weihbischof in Lemberg.

## Leben
Leon Mały empfing am 7. Juni 1984 die Priesterweihe. Papst Johannes Paul II. ernannte ihn am 4. Mai 2002 zum Weihbischof in Lemberg und Titularbischof von Tabunia. 
Der Erzbischof von Lemberg, Marian Kardinal Jaworski, weihte ihn am 20. Juni desselben Jahres zum Bischof; Mitkonsekratoren waren Nikola Eterović, Apostolischer Nuntius in der Ukraine, und Stanisław Dziwisz, beigeordneter Präfekt des Päpstlichen Hauses. Als Wahlspruch wählte er In Te Domine Speravi.